# اکسلو، میزوری
اکسلو (به انگلیسی: Excello) یک منطقهٔ مسکونی در ایالات متحده آمریکا است که در میزوری واقع شده‌است. اکسلو ۰٫۸۹ کیلومتر مربع مساحت و ۴۹ نفر جمعیت دارد و ۲۶۳ متر بالاتر از سطح دریا واقع شده‌است.